# Joseph Lanzedelly l'Ancien
Joseph Lanzedelly der ältere (en français : Joseph Lanzedelly l'Ancien) parfois orthographié « Josef Lanzedelli » (né le 26 février 1772, Cortina d'Ampezzo, Tyrol ; mort le 5 décembre 1831 à Vienne) est un peintre et lithographe portraitiste autrichien. 

## Biographie
Lanzedelly étudie à l'Académie des beaux-arts de Venise puis à celle de Vienne.
Il travaille ensuite principalement comme lithographe. Il est un lithographe polyvalent et prolifique au début du développement de ce nouveau style d'impression, probablement au côté d'Adolf Kunike, employé d'Aloys Senefelder à Vienne, qui travaille à plein temps sur cette nouvelle technologie, dont il est un pionnier.
Bien que les premières lithographies de Lanzedelly soient publiées par Adolf Kunike, il travaille ensuite presque exclusivement pour l'Institut de lithographie de Vienne. Il convient de noter ses tentatives réussies dans le domaine de la lithographie en couleurs, qui l’ont vu, avec Peter Fendi, entre 1819 et 1823, avoir un succès court mais important à Vienne. Sa foire de Transylvanie (Siebenbürger Jahrmarkt) inspirée de Franz Neuhauser est célèbre.
Lanzedelly a aussi travaillé sur lui-même et d'autres modèles. Son œuvre comprend des scènes de la vie populaire, des scènes de genre basées sur des modèles français et anglais, des reproductions et, à partir de 1818, un grand nombre de portraits individuels, pratique où il excelle particulièrement. Sous le titre Wiener Scenen, ses scènes de genre caricaturales sont publiées à partir de 1818 chez l'éditeur Bermann. En 1825, il publie les Wiener Tagesbegebenheiten.
Lanzedelly est le père des peintres Karl Lanzedelly (1815-1865) et Joseph Lanzedelly dem Jüngeren (le jeune ; 1807-1879).

## Œuvres
- Fürst Nikolaus II. Esterházy, portrait, 1803
- Adam Albert von Neipperg mit seiner ersten Frau Theresia Gräfin Pola und den Kindern Alfred und Ferdinand, portrait de groupe, vers 1810
- Markt in Siebenbürgen (Târg în Transilvania), lithographie, 1818
- Scherenschleifer, lithographie, vers 1820

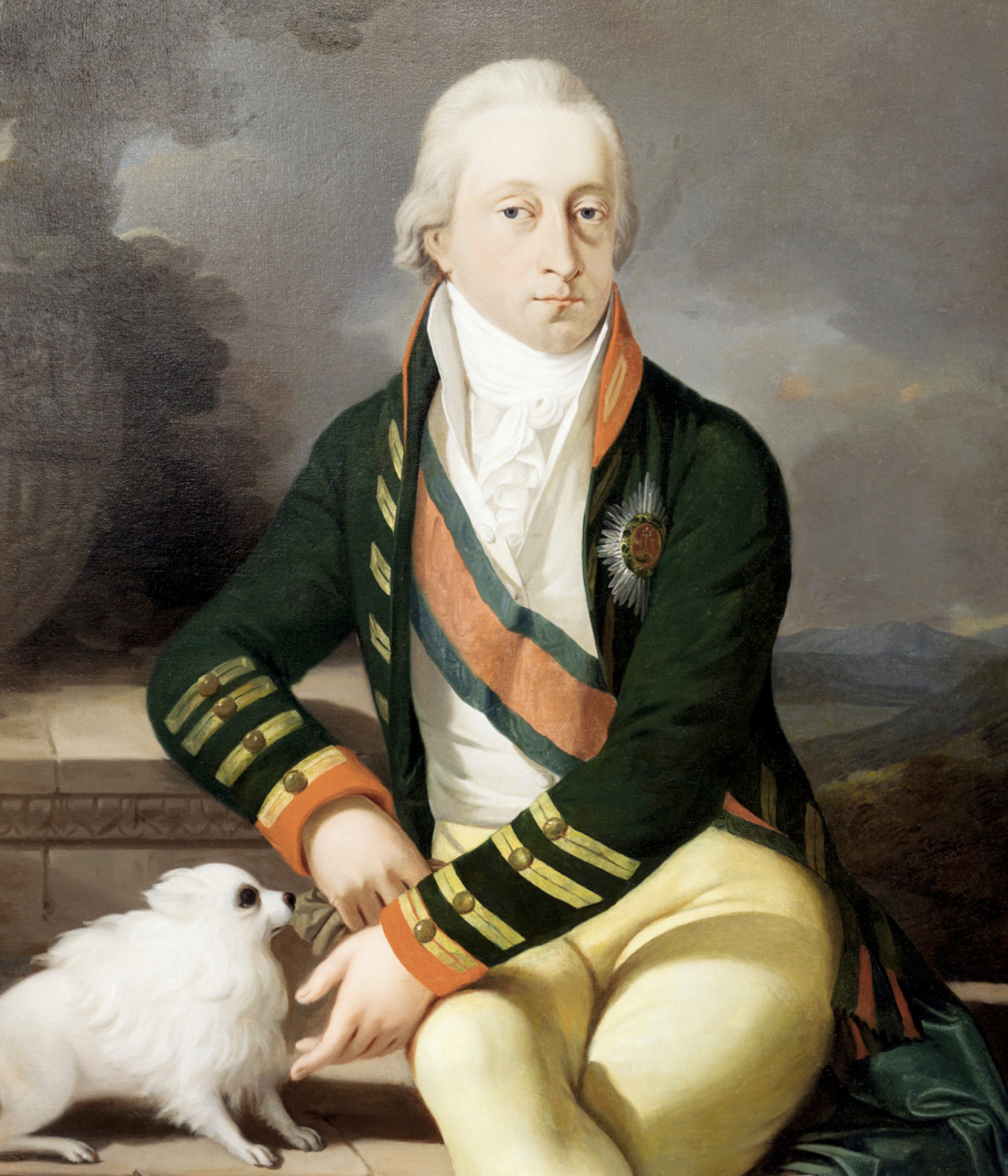
Fürst Nikolaus II. Esterházy, peinture, 1803.
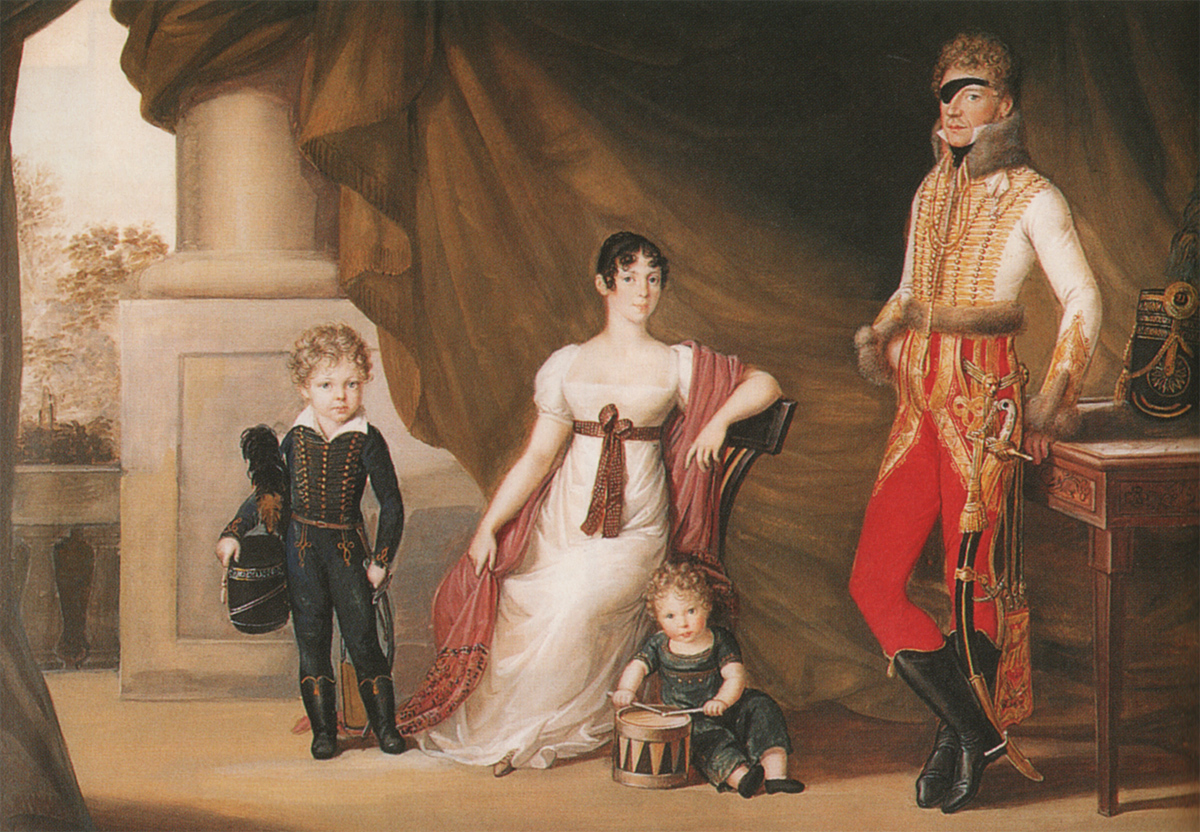
Adam Albert von Neipperg mit seiner ersten Frau Theresia Gräfin Pola und den Kindern Alfred und Ferdinand, peinture, 1810.
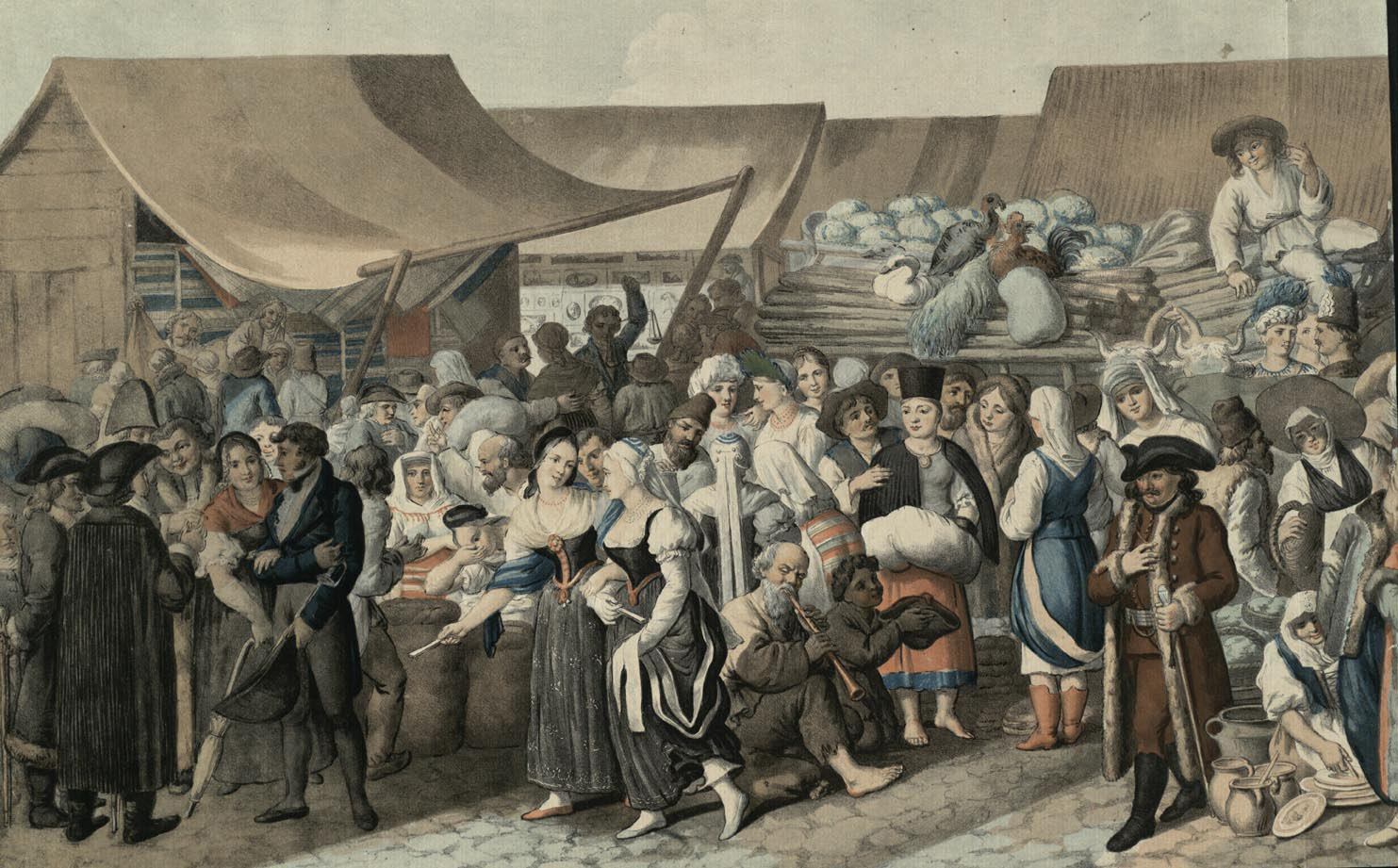
Markt in Siebenbürgen, lithographie, 1818.
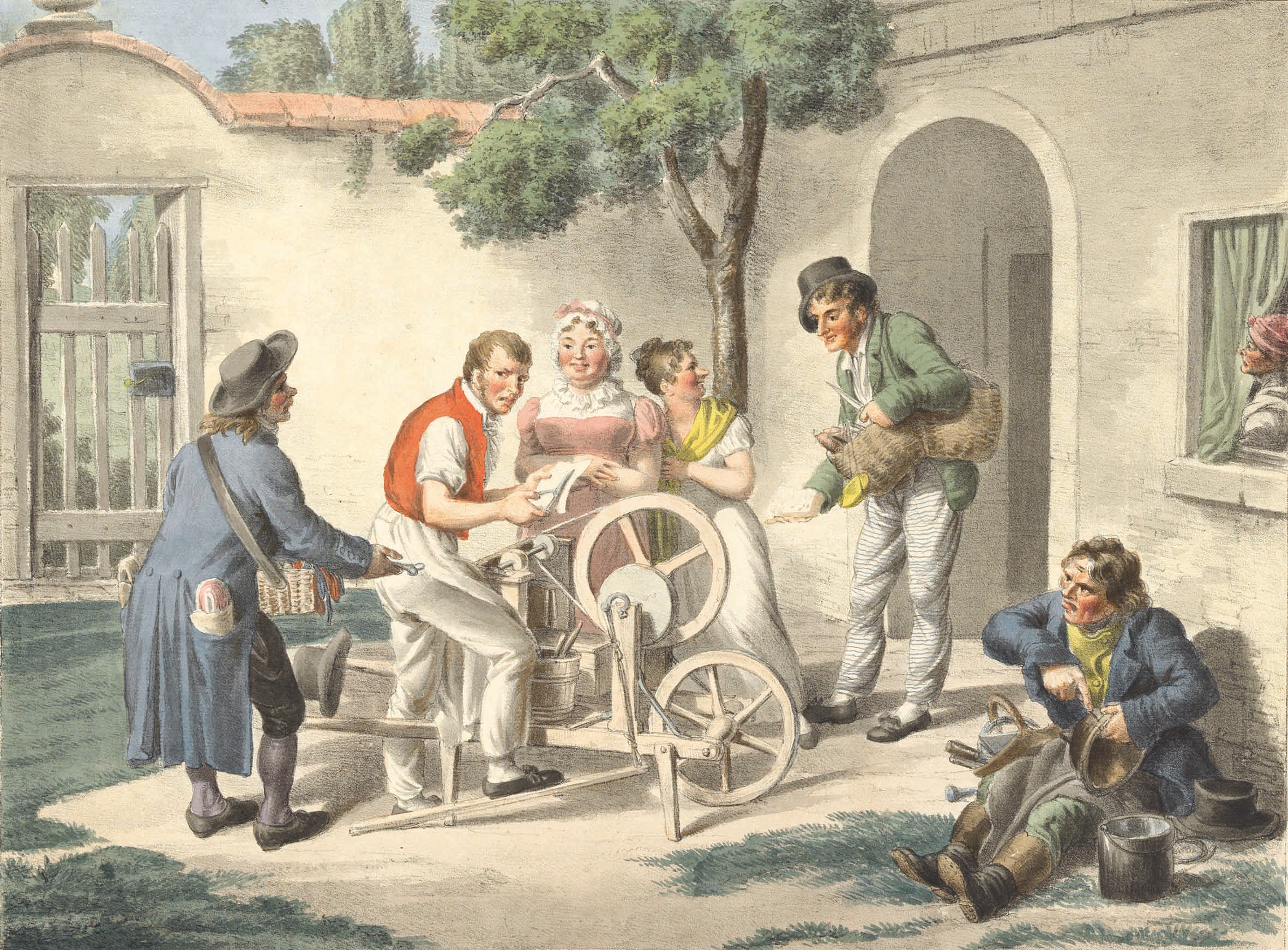
Scherenschleifer, lithographie, vers 1820.